# Thomas Zajac
Thomas Zajac (22 de setembro de 1985) é um velejador austríaco, medalhista olímpico.

## Carreira

### Rio 2016
Thomas Zajac representou seu país nos Jogos Olímpicos de Verão de 2016, na qual conquistou medalha de bronze na classe nacra 17, ao lado de Tanja Frank. 